# Anticuerpo secundario
Anticuerpos primarios y secundarios son dos grupos de anticuerpos que se clasifican según si se unen directamente a un antígeno o proteína o si se dirigen a otro anticuerpo (primario) que, a su vez, está unido a un antígeno o proteína.

## Primario
Un anticuerpo primario puede ser muy útil para la detección de biomarcadores de enfermedades como cáncer, diabetes, Parkinson y Alzheimer. También se utilizan para estudiar la absorción, distribución, metabolismo y excreción (ADME, por sus siglas en inglés) y la resistencia a múltiples fármacos (MDR) de agentes terapéuticos.

El anticuerpo primario se une a un antígeno (en rojo). Un anticuerpo secundario marcado (en verde) se une luego al anticuerpo primario. La etiqueta se utiliza para detectar indirectamente el antígeno.

## Secundario
Los anticuerpos secundarios proporcionan detección de señal y amplificación, además de ampliar la utilidad de un anticuerpo mediante conjugación con proteínas. Los anticuerpos secundarios son especialmente eficientes en inmunomarcaje. Se unen a los anticuerpos primarios, que a su vez están directamente unidos al(los) antígeno(s) objetivo.
En inmunomarcaje, el dominio Fab del anticuerpo primario se une a un antígeno y expone su dominio Fc al anticuerpo secundario. Luego, el dominio Fab del anticuerpo secundario se une al dominio Fc del primario. Dado que el dominio Fc es constante dentro de la misma clase de animal, se requiere un solo tipo de anticuerpo secundario para unirse a muchos tipos de anticuerpos primarios. Esto reduce el costo, ya que solo se etiqueta un tipo de anticuerpo secundario, en lugar de etiquetar varios tipos de anticuerpos primarios.
Los anticuerpos secundarios ayudan a aumentar la sensibilidad y la amplificación de la señal, debido a que múltiples anticuerpos secundarios pueden unirse a un anticuerpo primario.
El formato más común de anticuerpos secundarios es la molécula completa de inmunoglobulina, aunque pueden ser procesados enzimáticamente para refinar los ensayos. Los fragmentos F(ab')2 se generan mediante digestión con pepsina para eliminar la mayor parte del fragmento Fc, evitando así el reconocimiento por receptores Fc en células vivas o por Proteína A o Proteína G.
La digestión con papaina genera fragmentos Fab, que eliminan todo el fragmento Fc incluyendo la región bisagra, produciendo dos moieties Fab monovalentes. Estos pueden ser usados para bloquear inmunoglobulinas endógenas en células, tejidos u otras superficies, y para bloquear inmunoglobulinas expuestas en experimentos de marcaje múltiple usando anticuerpos primarios de la misma especie.

### Aplicaciones
Los anticuerpos secundarios pueden ser conjugados con enzimas como peroxidasa de rábano picante (HRP) o fosfatasa alcalina (AP); o tintes fluorescentes como isotiocianato de fluoresceína (FITC), derivados de rodamina, dyes Alexa Fluor; u otras moléculas, para ser usados en diversas aplicaciones.
Los anticuerpos secundarios se utilizan en muchos ensayos bioquímicos  incluyendo:
ELISA, incluyendo muchas pruebas de VIH
Western blot
Inmunotinción
Inmunohistoquímica
Inmunocitoquímica